# NGC 630
NGC 630 je eliptická galaxie v souhvězdí Sochař. Její zdánlivá jasnost je 11,9m a úhlová velikost 1,6′ × 1,4′. Je vzdálená 262 milionů světelných let, průměr má 125 000 světelných let. Galaxii objevil 23. října 1835 John Herschel.